# (213) Lilaea
(213) Lilaea – planetoida z pasa głównego asteroid okrążająca Słońce w ciągu 4 lat i 209 dni w średniej odległości 2,75 j.a. Została odkryta 16 lutego 1880 roku w Clinton w stanie Nowy Jork przez Christiana Petersa. Nazwa planetoidy pochodzi od Lilae, jednej z Najad w mitologii greckiej.